# Yandex.Metrica
Yandex.Metrica è un servizio di analisi web gratuito offerto da Yandex che tiene traccia e segnala il traffico del sito web. Yandex ha lanciato il servizio nel 2008 e lo ha reso pubblico nel 2009.
A partire dal 2019, Yandex. Metrica è il terzo servizio di analisi dei dati web più utilizzato sul web.

## Caratteristiche
Yandex.Metrica utilizza un semplice tag JavaScript che un webmaster implementa sul proprio sito web, analogamente a quanto avviene con gli altri servizi di web analytics. Il tag raccoglie dati su pubblico, traffico e comportamento per il sito web. Yandex.Metrica può anche essere collegato a Yandex.Direct, piattaforma pubblicitaria online per raccogliere il tasso di conversione degli annunci.